# Foster Brooks
Foster Brooks, född 11 maj 1912 i Louisville, Kentucky, död 20 december 2001 i Encino, Los Angeles i Kalifornien, var en amerikansk skådespelare och komiker. Brooks är kanske främst känd för sina framställningar av berusade herrar (t.ex. piloter, tandläkare och hjärnkirurger), både på nattklubbsföreställningar och i olika tv-program. Men också för alla gånger han medverkat i Celebrity Roast ledd av Dean Martin, med vilken han även gjorde sketcher i underhållningsprogrammet The Dean Martin Show.

## Filmografi i urval
- 1962–1970 – Krutrök (TV-serie)
- 1969–1970 – Bröderna Cartwright (TV-serie)
- 1970 – High Chaparral (TV-serie)
- 1973–1978 – The Dean Martin Celebrity Roast (TV-serie)
- 1974 – The Dean Martin Show (TV-serie)
- 1975 – The Mike Douglas Show (TV-serie)
- 1976 – Starsky och Hutch (TV-serie)
- 1978 – Fantasy Island (TV-serie)
- 1979–1980 – Hollywood Squares (TV-serie)
- 1981 – Mork och Mindy (TV-serie)
- 1984 – Cannonball Run II
- 1987 – Mord och inga visor (TV-serie)
- 1996 – Cosby (TV-serie)